# 卡尔吕 (多尔多涅省)
卡尔吕（法語：Carlux，法語發音：[kaʁly]）是法国多尔多涅省的一个市镇，位于该省东南部，属于萨拉拉卡内达区。

## 地理
卡尔吕（44°53'2"N, 1°21'12"E）面积13.31 平方千米，位于法国新阿基坦大区多爾多涅省，该省份为法国西南部内陆省份，是法國本土面积第三大的省，大致对应佩里戈尔地区，北起顺时针与夏朗德省、上维埃纳省、科雷兹省、洛特省、洛特-加龙省、吉倫特省和滨海夏朗德省接壤。
与卡尔吕接壤的市镇（或旧市镇、城区）包括：圣于连德朗蓬、佩里戈尔地区卡尔维亚克、普拉德卡尔吕、锡梅罗勒、佩克德莱斯佩朗斯、佩里亚克和米亚克、奥尔利亚盖。
卡尔吕的时区为UTC+01:00、UTC+02:00（夏令时）。

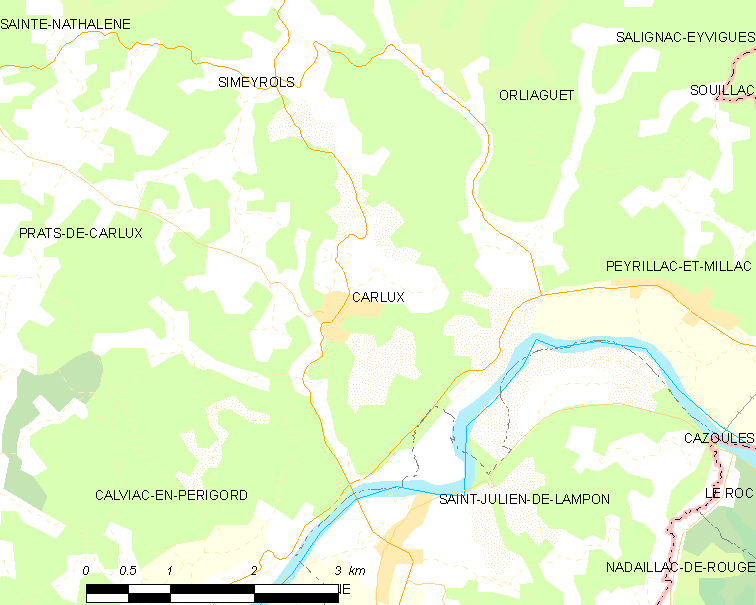
卡尔吕的OSM定位图

## 行政
卡尔吕的邮政编码为24370，INSEE市镇编码为24081。

## 政治
卡尔吕所属的省级选区为泰拉松-拉维勒迪约县。

## 人口

1962-2008年间卡尔吕人口变化图示

卡尔吕于2022年1月1日时的人口数量为655人。